# Кончана
Кончана — деревня в Зуевском районе Кировской области в составе Соколовского сельского поселения.

## География
Находится на расстоянии примерно 13 километров на юго-запад от районного центра города Зуевка на дороге Зуевка-Богородское.

## История
Известна с 1678 года, когда в населенном пункте (на тот момент "Починок новоросчищенный над ключем за Мелеховским") учтено было 4 двора, в 1764 году было 114 жителей (на тот момент деревня Кончанская).В 1873 году учтено было дворов 13 и жителей 109, в 1905 18 и 134 (учитывались отдельно 1-я и 2-я Кончана), в 1926 23 и 115 (для обоих Кончан), в 1950  20 и 75 соответственно. В 1989 году отмечено 49 жителей. 

## Население
Постоянное население  составляло 32 человек (русские 85%) в 2002 году, 15 в 2010.